# خط ماسون ديكسون

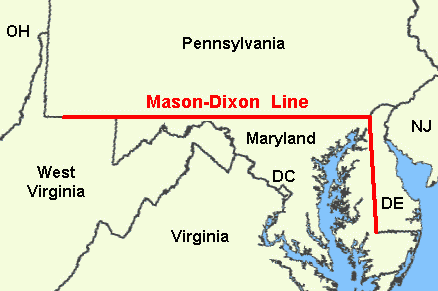
خط ماسون ديكسون الأصلي

خط ماسون ديكسون هو خط أنشأه الفلكيان والماسحان الإنكليزيان تشارلز ماسون (1730- 1787) وجرمايا ديكسون (مات 1777) بين عامي 1763 و1767 بطول 375 كم كحد يفصل بين مستعمرتي ماريلاند وبنسلفانيا وذلك لفك النزاع القائم (والذي حدث بعد منح بنسلفانيا إلى وليام بين عام 1681) بين آل بالتيمور وآل بين ملاك ماريلاند وبنسلفانيا. أصبح الحد لاحقا علامة على الحدود بين ولايات الرق والحرية، ولا يزال اليوم يستخدم كعلامة حدودية تشترك فيها أربع ولايات.

## الخلاف
نشأ الخلاف حول رسم حدود بنسلفانيا الجنوبية التي تم منحها إلى بين، وكانت موازية للعلامات التي تبدأ من الدرجة الأربعين لخط العرض الشمالي من الاستواء، بعد تعيين حدود ماريلاند بأنها تقع جنوب نفس الخط. واستمر الخلاف نحو ثمانين عاما وسبب عدة مشاكل بين الناس، وشغل اهتمام أرباب التجارة والمزارع، وكذلك المحكمة العليا ومجالس ثلاثة من ملوك بريطانيا.
لم يتم الوصول إلى تسوية في حياة بين، لكن أبناءه نجحوا في توقيع اتفاقية مع تشارلز كالفرت لورد بالتيمور عام 1732، ويتم بموجبها رسم الحدود من قبل مفوضين يمثلون كلا طرفي النزاع. جمع بالتيمور مفوضيه على الفور، لكنه لم يستطع جعل مفوضي ملاك بنسلفانيا يبدؤون العمل، وظل هذا الخلاف على الحدود مستمرا وازداد الاضطراب في المنطقة المتنازع عليها. قام حاكم ماريلاند وقتها بوضع الأمر أمام هيئة الملاك، وطالب بتدخلهم لتسوية الخلاف. وصدر أمر من الملك كلا الجانبين بالتزام الهدوء وأمر الملاك بعدم منح أي أراضي في المنطقة موضع الخلاف حتى يتم تعديل الحدود. تم رفع المسألة أمام المحكمة العلية هناك عام 1735، ووافق الطرفان بعدها على رسم حدود مؤقتة.
تم التوصل إلى اتفاق في النهاية عام 1750 من قبل المستشار اللورد هاردويك، الذي أتى ليضع أساس التسوية بين الفريقين عام 1760، باعتماده على قرار العام 1732. وتم تعيين مفوضين من الجهتين وتم رسم الحدود الشرقية، ثم تم تعيين الماسحين ماسون وديكسون عام 1763 لرسم الحدود الأخرى في الشرق والغرب، وباشرا مهمتهما على الفور، وبعد أربع سنوات تمكنوا من رسم الحدود حتى 392 كـم (244 ميل) غرب نهر ديلاوير، لكن الهنود أعاقوا محاولة إكمال الخط الذي أكمل لاحقا.

## شكل الخط والتعديلات اللاحقة

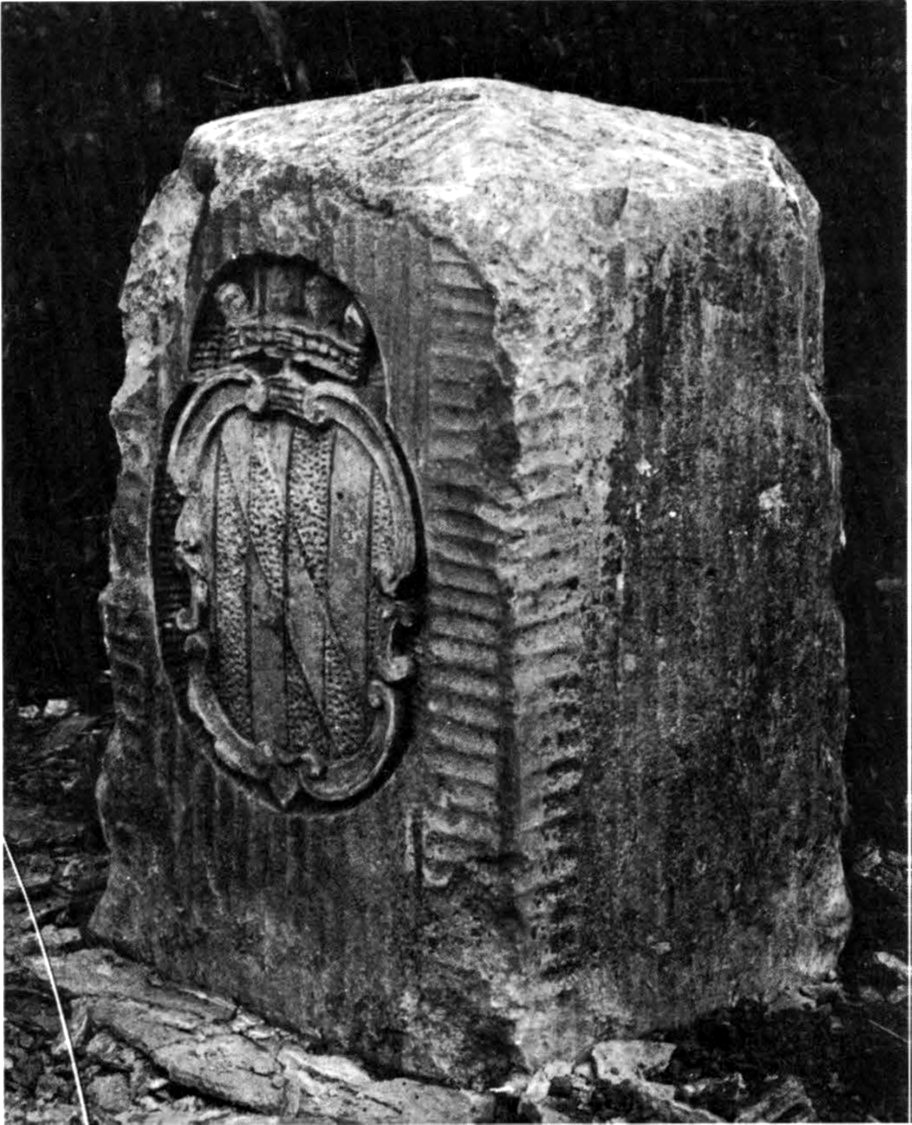
العلامات الحجرية، ويظهر هنا شعار آل بالتيمور

كان القسم الشرقي من الحد يقع عند سايدلينغ هيل في الجزء الغربي من مقاطعة واشنطن الحالية، وكان في الأصل محددا بعلامات جلبت من إنكلترا، وتحمل العلامة الخامسة على أحد وجهيها شعار بالتيمور، وعلى الوجه الثاني شعار آل بين؛ لكن مشقة حملها نحو الغرب كانت كبيرة لدرجة أن بعضها لم ينصب أصلا. وتمت إزالة العلامة الصخرية من الزاوية الشمالية الشرقية من ماريلاند، وأعاد مهندسو المقدم ج د غراهام تحديد وإعادة النقطة عام 1849-1850؛ أما من الناحية الغربية فلم يتم وضع علامات حجرية وبدأ النزاع عليها، وأعيد مسح الخط مجددا بين عامي 1901-1903 تحت إشراف لجنة معينة من قبل بنسلفانيا وماريلاند، والتي كانت تحت إشراف لجنة مكونة من مدير لجنة المسح الساحلي والجيولوجي الأمريكية، وسكرتير الشؤون الداخلية لولاية بنسلفانيا، وسكرتير الشؤون الداخلية لولاية ماريلاند.

## الحد بين الشمال والجنوب
أشار هذا الخط لاحقا قبل إلغاء الرق إلى الحدود الفاصلة بين ولايات الحرية وولايات العبودية. (وبين الشمال والجنوب بشكل عام)، وهو يعود إلى مباحثات الكونغرس حول تسوية ميزوري بين عامي 1819-1820، ثم امتد تعريفه ليشمل نهر أوهايو من تقاطعه مع حدود بنسلفانيا حتى مصبه، ومن ثم حتى حدود ميزوري، غربا نحو خط 36° 30' وهو الخط الذي وضع في تسوية ميزوري لفصل ولايات الحرية والعبودية في شراء لويزيانا، إلا ميزوري. كما يلاحظ أن الخط لم يؤثر على المنطقة التي أخذت لاحقا من المكسيك.
يعتقد أن اسم ديكسي على الولايات الجنوبية اشتق منه.